# Kỷ nguyên photon
Trong Vũ trụ học vật lý, kỷ nguyên photo là giai đoạn trong quá trình tiến hóa của vũ trụ sơ khai khi đó photon (lượng tử của trường điện từ, hạt mang lực của lực điện từ) thống trị năng lượng của vũ trụ, bắt đầu khoảng 10 giây sau Vụ Nổ Lớn, khi hầu hết các lepton và phản lepton bị hủy diệt vào cuối kỷ nguyên lepton. Hạt nhân nguyên tử được tạo ra trong quá trình tổng hợp hạt nhân, diễn ra trong vài phút đầu tiên của kỷ nguyên photon. Trong phần còn lại của kỷ nguyên photon, vũ trụ chứa một plasma nóng đặc của hạt nhân, electron và photon.
Vào đầu giai đoạn này, nhiều photon có đủ năng lượng để quang phân ly Deuteri, vì vậy những hạt nhân nguyên tử hình thành nhanh chóng được tách trở lại thành proton và neutron. Đến mốc mười giây, ngày càng ít photon năng lượng cao có sẵn để quang phân ly deuterium, và do đó, sự phong phú của các hạt nhân này bắt đầu tăng lên. Các nguyên tử nặng hơn bắt đầu hình thành thông qua các quá trình tổng hợp hạt nhân: Triti, heli-3 và heli-4. Cuối cùng, một lượng nhỏ liti và berili bắt đầu xuất hiện. Khi năng lượng nhiệt giảm xuống dưới 0,03 MeV, quá trình tổng hợp hạt nhân thực sự kết thúc. Sự phong phú nguyên thủy hiện đã được thiết lập, với các lượng được đo trong kỷ nguyên hiện đại cung cấp các phép kiểm tra đối với các mô hình vật lý của giai đoạn này.
Khoảng 370.000 năm sau Vụ nổ lớn, nhiệt độ của vũ trụ giảm xuống đến mức các hạt nhân có thể kết hợp với các electron để tạo thành các nguyên tử trung hòa. Kết quả là, các photon không còn tương tác thường xuyên với vật chất nữa, vũ trụ trở nên trong suốt và bức xạ nền vi sóng vũ trụ được tạo ra và sau đó quá trình hình thành cấu trúc diễn ra. Điều này được gọi là bề mặt tán xạ cuối cùng, vì nó tương ứng với bề mặt ngoài ảo của vũ trụ quan sát được hình cầu.